# Unlimited Love
Az Unlimited Love a Red Hot Chili Peppers tizenkettedik stúdióalbuma, amelyet a Warner Records adott ki 2022. április 1-jén. Az albumon visszatér Rick Rubin producer, aki a 2016-os The Getaway elkészítésében nem vett részt. Ez volt az első lemez, amelyen 2019-es visszatérését követően ismét John Frusciante működött közre gitárosként.
Az első kislemez, a Black Summer, 2022. február 4-én jelent meg, ezt pedig március 31-én a These Are the Ways követte. 2022 júniusában az együttes világ körüli turnéra indult, melynek keretein belül a budapesti Puskás Arénában is felléptek június 15-én.
Az Unlimited Love jobbára pozitív kritikákat kapott.

## Háttér
A 2016-os The Getaway-turnét követően a banda új albumon kezdett el dolgozni Josh Klinghoffer gitárossal, azonban Anthony Kiedis és Flea is elégedetlen volt. Felmerült bennük, hogy felkeresik az együttestől 2009-ben távozó, azóta elektronikus zenével foglalkozó John Frusciantét. Frusciante így nyilatkozott erről: "Flea elültette bennem a visszatérés gondolatát, én pedig csak ültem a gitárommal, és eszembe jutott, milyen rég nem írtam már rockdalokat. Vajon képes vagyok még rá?"
2019. december 15-én a Chili Peppers bejelentette, hogy Frusciante 10 év után visszatér, Klinghoffer pedig távozik. Az elbocsátott gitáros egy interjúban elmondta, nincs benne semmilyen ellenérzés: "Teljes mértékben John-t illeti a hely a bandában. Örülök, hogy újra velük van." Flea szerint nehéz volt elválni Josh-tól, azonban John-nal könnyebb a közös munka. Frusciante visszatérésekor azt kérte, hogy játsszák végig az első három lemezüket. Anthony Kiedis elmondása szerint erre azért volt szükség, hogy visszatérjenek az alapokhoz, és elvárások nélkül együtt zenéljenek. A dobos, Chad Smith pedig úgy vélte, John "ismét kapcsolatba akart kerülni a bandával, amelybe beleszeretett."
2020. február 8-án Frusciante 13 év után először lépett fel a Chili Peppersszel a Tony Hawk Alapítvány által a néhai filmproducernek, Andrew Burkle-nek, Ronald Burkle milliárdos fiának tartott megemlékezésen.  Májusban három fesztiválon készültek fellépni, ám ezeket a COVID-19 járvány miatt törölni kellett.

## Előkészületek
Miután a The Getaway-n Danger Mouse-szal dolgoztak, az új lemezhez ismét Rick Rubin-hoz fordultak, aki több, nagy sikerű albumuknak volt producere. Rubin azt mondta, az első, Frusciantéval tartott próbán elsírta magát: "Fantasztikus volt őket újra így látni, hiszen olyan jók voltak együtt, és ez nagyon megérintett érzelmileg."
A koronavírus-járvány miatt 2020-ban szünetelő próbák egy évvel később, Rubin malibu-i stúdiójában folytatódtak, és közel 50 számot rögzítettek. Az Unlimited Love mellett egy másik album, a Return of the Dream Canteen dalait is ekkor vették fel, ez 2022. október 14-én fog megjelenni.

## Dallista
Az összes szám szerzője Anthony Kiedis, Flea, John Frusciante és Chad Smith. 
| 1.    | Black Summer                | 3:52 |
| 2.    | Here Ever After             | 3:50 |
| 3.    | Aquatic Mouth Dance         | 4:20 |
| 4.    | Not the One                 | 4:26 |
| 5.    | Poster Child                | 5:16 |
| 6.    | The Great Apes              | 5:03 |
| 7.    | It's Only Natural           | 5:34 |
| 8.    | She's a Lover               | 3:41 |
| 9.    | These Are the Ways          | 3:56 |
| 10.   | Whatchu Thinkin'            | 3:40 |
| 11.   | Bastards of Light           | 3:38 |
| 12.   | White Braids & Pillow Chair | 3:40 |
| 13.   | One Way Traffic             | 4:10 |
| 14.   | Veronica                    | 4:28 |
| 15.   | Let 'Em Cry                 | 4:23 |
| 16.   | The Heavy Wing              | 5:31 |
| 17.   | Tangelo                     | 3:27 |
| 73:04 |                             |      |

| 18. | Nerve Flip | 3:06 |

## Közreműködők
Red Hot Chili Peppers
- Anthony Kiedis – ének
- Flea – basszusgitár (minden szám), zongora (4. szám), trombita (3, 15)
- John Frusciante – elektromos gitár (1–16), háttérének (1, 3, 5–9, 11–14), ének (16), szintetizátor (2, 3, 5, 7, 11, 12, 14), 16, 17), Mellotron (5), akusztikus gitár (11, 14, 17)
- Chad Smith – dob (1–16), ütőhangszerek (1, 2), tambura (1, 4), basszusgitár (2), shaker (5, 7, 15)

További zenészek
- Cory Henry – orgona (5, 15)
- Lenny Castro – ütőhangszerek (5)
- Mauro Refosco – ütőhangszerek (3, 8, 10, 11, 13)
- Nate Walcott – trombita (3)
- Josh Johnson – szaxofon (3)
- Vikram Devasthali – harsona (3)
- Mathew Tollings – zongora (1, 6)
- Aura T-09 – háttérének (4)

- Rick Rubin – produkció
- Ryan Hewitt – keverés, felvétel
- Bernie Grundman – bakelit mastering
- Vlado Meller – CD és digitális mastering
- Jeremy Lubsey – CD és digitális asszisztens mastering
- Bo Bodnar – mérnök
- Phillip Broussard Jr. – mérnök
- Jason Lader – mérnök
- Ethan Mates – mérnök
- Dylan Neustadter – mérnök
- Jonathan Pfarr – segédmérnök
- Chaz Sexton – segédmérnök
- Chris Warren – zenekari technikus
- Henry Trejo – zenekari technikus
- Lawrence Malchose – stúdiótechnikus
- Charlie Bolois – stúdiótechnikus
- Gage Freeman – a produkció koordinátora
- Eric Lynn – társ-kezdeményező produkció
- Sami Bañuelos – zenekari asszisztens

Képek
- Clara Balzary – fotózás
- Sarah Zoraya és Aura T-09 – design